# Trøndelag fylke
Trøndelag fylke (sydsamiska: Trööndelagen fylhke; på svenska även Tröndelagen) är ett norskt fylke som gränsar till Norska havet, Nordland fylke, Innlandet fylke och Møre og Romsdal fylke i Norge samt Jämtlands län i Sverige. Fylket är Norges ytmässigt näst största (efter Troms og Finnmark fylke) och befolkningsmässigt femte största. Administrationscentrum är Steinkjer och den största staden är Trondheim.
Fylket bildades den 1 januari 2018 genom en sammanslagning av Nord-Trøndelag fylke och Sør-Trøndelag fylke.

## Kommuner i Trøndelag fylke
- Agdenes kommun
- Bjugns kommun
- Flatangers kommun
- Fosnes kommun
- Frosta kommun
- Frøya kommun
- Grongs kommun
- Hemne kommun
- Hitra kommun
- Holtålens kommun
- Høylandets kommun
- Inderøy kommun
- Indre Fosens kommun
- Klæbu kommun
- Leka kommun
- Levangers kommun
- Lierne kommun
- Malviks kommun
- Meldals kommun
- Melhus kommun
- Meråkers kommun
- Midtre Gauldals kommun
- Namdalseids kommun
- Namsos kommun
- Namsskogans kommun
- Nærøy kommun
- Oppdals kommun
- Orkdals kommun
- Osens kommun
- Overhalla kommun
- Rennebu kommun
- Rindals kommun
- Roans kommun
- Røros kommun
- Røyrviks kommun
- Selbu kommun
- Skauns kommun
- Snillfjords kommun
- Snåsa kommun
- Steinkjers kommun
- Stjørdals kommun
- Trondheims kommun
- Tydals kommun
- Verdals kommun
- Verrans kommun
- Vikna kommun
- Ørlands kommun
- Åfjords kommun

## Städer
I Trøndelag fylke finns elva städer:
- Brekstad
- Kolvereid
- Levanger
- Namsos
- Orkanger
- Røros
- Rørvik
- Steinkjer (residensstad)
- Stjørdalshalsen
- Trondheim (residensstad)
- Verdalsøra